# Antonello da Messina
Antonello da Messina, pravzaprav Antonello di Giovanni di Antonio, imenovan tudi Antonello degli Antoni (ok. 1430 - februar 1479), je bil sicilijanski slikar iz Messine, ki je deloval v času zgodnje italijanske renesanse. Njegovo delo kaže močan vpliv staronizozemskega slikarstva, čeprav ni nobenih dokumentarnih dokazov, da je kdaj potoval izven Italije. Giorgio Vasari mu je pripisal uvedbo oljne slike v Italijo. Nenavadno za južnoitalijanskega renesančnega umetnika se je njegovo delo izkazalo za vplivno na slikarje v severni Italiji, zlasti v Benetkah.

## Življenjepis

### Mladost in vajeništvo
Antonello se je rodil v Messini okoli leta 1429–1431 Gariti (Margheriti) in Giovanniju de Antoniu Mazonusu, kiparju, ki sta ga že zgodaj izučila.
Antonello naj bi bil vajenec v Rimu, preden je odšel v Neapelj, kjer je bilo takrat v modi nizozemsko slikarstvo. Po pismu, ki ga je leta 1524 napisal neapeljski humanist Pietro Summonte, je bil Antonello okoli leta 1450 učenec slikarja Niccolòja Colantonia v Neaplju. To poročilo o njegovem usposabljanju sprejema večina umetnostnih zgodovinarjev.

### Zgodnja kariera
Antonello se je v 1450-ih letih iz Neaplja vrnil v Messino. Okoli leta 1455 je naslikal tako imenovano Križanje Sibiu, navdihnjeno s flamskimi obravnavami te teme, ki je zdaj v Muzeju de Artǎ v Bukarešti. Iz istega obdobja je tudi Križanje v kraljevem muzeju v Antwerpnu. Ta zgodnja dela kažejo izrazit flamski vpliv, za katerega se zdaj razume, da ga je navdihnil njegov mojster Colantonio in slike Rogierja van der Weydna in Jana van Eycka, ki so pripadale Colantoniovemu pokrovitelju, Alfonzu V. Aragonskemu.
Giorgio Vasari je v svoji biografiji umetnika opozoril, da je Antonello videl oljno sliko Van Eycka (Lomellinijev triptih), ki je pripadala aragonskemu kralju Alfonzu V. v Neaplju in posledično predstavil oljno sliko Italiji. Nedavni dokazi kažejo, da je bil "Antonello di Sicilia" (di Siclia, ki pomeni "iz Sicilije") v stiku z Van Eyckovim najuspešnejšim privržencem, Petrusom Christusom, v Milanu v začetku leta 1456. Zdi se verjetno, da je bil to v resnici Antonello da Messina, saj bi to pojasnilo, zakaj je bil eden prvih Italijanov, ki je obvladal eyckovsko oljno sliko, in zakaj je bil Christus prvi nizozemski slikar, ki se je naučil italijanske linearne perspektive. Antonellove slike po tem datumu kažejo opazovanje skoraj mikroskopskih detajlov in majhnih stopenj svetlobe na odsevnih ali svetlobnih predmetih, ki vpijajo svetlobo, kar je zelo blizu slogu nizozemskih mojstrov, kar nakazuje, da je Antonella osebno poučil Christus. Prav tako se zdi, da so mirnejši izrazi na človeških obrazih in umirjenost v celotni kompoziciji Antonellovih del posledica nizozemskega vpliva. Verjame se, da je Van Eyckove tehnike delil z Gentilejem in Giovannijem Bellinijem.
Med letoma 1456 in 1457 se je Antonello v Messini izkazal kot slikarski mojster. Svoj dom je delil tudi s Paolom di Ciaciom, študentom iz Kalabrije. Umetnikovo prvo dokumentirano naročilo, leta 1457, je bila za transparent za Confraternità di San Michele dei Gerbini v Reggio di Calabria, kjer je ustanovil delavnico za izdelavo takih transparentov in posvetnih podob. Na ta datum je bil že poročen in rodil se mu je sin Jacobello.
Leta 1460 se omenja njegov oče, ki si je izposodil brigantin (ladjo), da bi Antonella in njegovo družino vrnil iz Amantee v Kalabriji. Tistega leta je Antonello naslikal tako imenovano Saltingovo Madono, v kateri sta standardna ikonografija in flamski slog združeni z večjo pozornostjo v prostorninskih razmerjih figur, kar verjetno kaže na poznavanje del Piera della Francesce. Tudi iz leta 1460 sta dve majhni tabli, ki prikazujeta Abrahamu strežejo angeli in Sv. Hieronim spokornik, ki sta zdaj v Museo Nazionale della Magna Grecia v Reggio Calabria. Leta 1461 je Antonellov mlajši brat Giordano vstopil v njegovo delavnico in podpisal triletno pogodbo. Tega leta je Antonello naslikal Madono z otrokom za mesisinskega plemiča Giovannija Mirulla, ki je zdaj izgubljena.
Zgodovinarji menijo, da je Antonello svoje prve portrete naslikal v poznih 1460-ih. Sledijo nizozemskemu modelu, pri čemer je subjekt prikazan doprsno, na temnem ozadju, na pol obraza ali v tričetrtinskem pogledu [12], medtem ko je večina prejšnjih italijanskih slikarjev za posamezne portrete prevzela profilno pozicijo v slogu medalje.  John Pope-Hennessy ga je opisal kot »prvega italijanskega slikarja, za katerega je bil posamezni portret sam po sebi umetnost«.
Čeprav se Antonello omenja v številnih dokumentih med letoma 1460 in 1465, kar dokazuje njegovo prisotnost v Messini v teh letih, vrzel v virih med letoma 1465 in 1471 kaže, da je morda ta leta preživel na celini. Leta 1474 je naslikal Oznanjenje, zdaj v Sirakuzah in približno iz tega časa izvira tudi sveti Hieronim v svojem studiu.

### Benetke
Antonello je šel v Benetke leta 1475 in tam ostal do jeseni 1476. Njegova dela tega obdobja začenjajo izpostavljati večjo pozornost človeški postavi, tako glede anatomije kot ekspresivnosti, kar kaže na vpliv Piera della Francesca in Giovannija Bellinija. Njegove najbolj znane slike iz tega obdobja so Condottiero (Louvre), Oltarna slika San Cassiano in Sv. Boštjan. Oltarna slika San Cassiano je bila še posebej vplivna na beneške slikarje, saj je bila ena prvih velikih kompozicij v formatu sacra conversazione, ki jo je izpopolnil Giovanni Bellini (Antonellovovo ohranjeno delo na Dunaju je le delček veliko večjega izvirnika). Verjetno je tudi, da je Antonello med tem obiskom Giovanniju Belliniju in drugim beneškim slikarjem posredoval tako tehnike uporabe oljnih barv  kot načela umirjenosti na obrazih subjektov in pri sestavi slik. Medtem ko je bil v Benetkah mu je bilo ponujeno, a ni sprejel, da bi postal dvorni slikar portretist milanskega vojvode, Galeazza Maria Sforze. 

### Vrnitev v Messino in smrt
Antonello se je vrnil na Sicilijo do septembra 1476. Dela ob koncu njegovega življenja vključujejo slavni Madija prejme oznanjennje, ki je zdaj v Palazzo Abatellis v Palermu, in Poliptih San Gregorio.
Umrl je v Messini leta 1479. Njegov testament je iz februarja istega leta, dva meseca kasneje pa naj bi bil več živ. Nekatera njegova zadnja dela so ostala nedokončana, dokončal pa ga je njegov sin Jacobello.

## Slog in zapuščina
Antonellov slog je izjemen po združitvi italijanske preprostosti in flamske skrbi za podrobnosti. Na italijansko slikarstvo je imel velik vpliv, ne le z uvedbo flamskega izuma, ampak tudi s prenosom flamskih teženj. [19] Vendar, po njegovi smrti ni nastala nobena slikarska šola, z izjemo siciljanske Marco Costanzo.

## Izbrana dela
- Križanje v Sibiu (1455) - Muzeul de Artà, Bukarešta
- Abrahamu strežejo angeli - Museo della Magna Grecia, Reggio Calabria
- Ecce Homo (ok. 1470) - Tempera in olje na plošči, 42,5 x 30,5 cm, Metropolitanski muzej umetnosti, New York
- Ecce Homo (1470) - Tempera in olje na plošči, 40 x 33 cm, Galleria Nazionale di Palazzo Spinola, Genova
- Spokornik sv. Hieronim - Različne tehnike na lesu, 40,2 x 30,2 cm, Museo della Magna Grecia, Reggio Calabria
- Poliptih San Gregorio (1473) - Tempera na plošči, 194 x 202 cm, Pokrajinski muzej, Messina
- Ecce Homo (ok. 1473) - Tempera na plošči, 19,5 x 14,3 cm, zasebna zbirka, New York
- Portret moškega (1474) - olje na lesu, Staatliche Museen, Berlin
- Saltingova Madona - olje na lesu, 43,2 x 34,3 cm, Narodna galerija, London
- Moški portret (1474) - olje na lesu, 32 x 26 cm, Staatliche Museen, Berlin
- Oznanjenje (1474) - olje na plošči, 180 x 180 cm, deželna galerija palače Bellomo, Sirakuza
- Sveti Hieronim v svojem studiu (ok. 1474) - olje na lesu, 46 x 36,5 cm, Narodna galerija, London
- Ecce Homo (1475) - olje na plošči, 48,5 x 38 cm, Collegio Alberoni, Piacenza
- Portret moškega (Il Condottiere) (1475) - olje na lesu, 35 x 38 cm, Musée du Louvre, Pariz
- Križanje (1455) - olje na plošči 52,5 x 42,5 cm, Muzej Koninklijk za Schone Kunsten, Antwerpen
- Križanje (1475) - Les, 42 x 25,5 cm, Narodna galerija, London
- Portret moškega (ok. 1475) - olje na lesu, Galleria Borghese, Rim
- Portret moškega (ok. 1475) - olje na plošči, 36 x 25 cm, Narodna galerija, London
- Portret moškega (1475–1476) - olje na plošči, 28 x 21 cm, Museo Thyssen -Bornemisza, Madrid
- Oltarna slika San Cassiano (1475–76) - olje na plošči, Kunsthistorisches Museum, Dunaj
- Mrtvi Kristus, ki ga podpira angel (1475–78) - plošča, 74 x 51 cm, Museo del Prado, Madrid
- Kristus ob stebru (ok. 1475–1479) - olje na lesu, 25,8 x 21 cm, Musée du Louvre, Pariz
- Marija oznanjenja -olje na plošči, Alte Pinakothek, München
- Portret moškega (1476) - olje na plošči, Museo Civico d'Arte Antica, Torino
- Marijino oznanjenje (ok. 1476) - olje na lesu, 45 x 34,5 cm, Museo Nazionale, Palermo
- Sv. Boštjan (1477–1479) - olje na platnu, preneseno s plošče, 171 × 85 cm, Gemäldegalerie Alte Meister, Dresden
- Portret mladeniča (ok. 1478) - Panel, 20,4 x 14,5 cm, Staatliche Museeun, Berlin
- Portret neznanega moškega - olje na plošči, Museo Mandralisca, Cefalù
- Madonna in otrok - olje in tempera na plošči, preneseni s plošče, National Gallery of Art, Washington, DC